# Tama (Tóquio)
Tama (多摩市 -shi) é uma cidade japonesa localizada na província de Tóquio.
Em 2003, a cidade tinha uma população estimada em 145 722 habitantes e uma densidade populacional de 6 912,81 h/km². Tem uma área total de 21,08 km².
Recebeu o estatuto de cidade a 1 de Abril de 1889.